# أريال زيتون
أريال زيتوني مخرج وسيناريست ومنتج فرنسي من جنسية تونسية. ولد في 26 سبتمبر 1945 في تونس العاصمة.
بد أريال زيتوني عمله كمنتج سينمائي سنة 1979 في فيلم المدرسة انتهت. وبعدها انطلق في عمليات الكتابة والإخراج سنة 1984 في فيلم ذكريات، ذكريات.

## أفلام من إخراجه
- 1984 : ذكريات، ذكريات
- 1987 : ساكسو (Saxo)
- 1993 : عين العالم
- 1995 : الكلاب لا يشابهون القطط
- 1997 : بامبو لاند
- 2001 : ياماكازي (سامُراي الزمن الحديث)
- 2007 : العصابة الأخيرة
- 2016: شت إن